# SS Athenia
Az S.S. Athenia a glasgowi székhelyű Donaldson Brothers Ltd. cég óceánjáró gőzhajója volt. A hajó építését 1923-ban fejezték be Glasgow kikötőnegyedében, Govanben. A hajó vízkiszorítása: 13 581 tonna, hossza 160,4 méter volt. Összesen 1516 utast tudott szállítani. Az Athenia Kanada és Nagy-Britannia között szállított utasokat.

## AzAtheniaelsüllyesztése
Az Athenia volt az első hajó, melyet a második világháború során elsüllyesztettek. A hajó Glasgowból tartott Montréalba, 1103 utassal (köztük 316 amerikai állampolgárral) a fedélzetén. 1939. szeptember 3-án este (néhány órával azután, hogy Nagy-Britannia hadat üzent a Német Birodalomnak), az U–30 német tengeralattjáró észrevette a cikk-cakkban haladó, elsötétített hajót. Az U-Boot parancsnoka, Fritz-Julius Lemp felfegyverzett kereskedelmi hajónak nézte, és minden figyelmeztetés nélkül két torpedót lőtt ki a hajóra, melyek közül az egyik a gépházat találta el. A hajó kiürítését megkezdték, 26 mentőcsónakon a legénység 315 tagja és az összes utas elhagyta a hajót, azonban az egyik mentőcsónakot a hajótöröttek segítségére siető norvég Knute Nelson hajócsavarja szétforgácsolta, a csónakban 52 nő és 3 matróz halt meg. A tengerből kimentett túlélők között volt Ernst Lubitsch német-amerikai filmrendező egyéves kislánya, Nicola Lubitsch és nevelőnője, Consuela Strohmeier.
A hajó másnap, szeptember 4-én süllyedt el az é.sz. 56°.44', ny. h. 14°.05' koordinátáknál, 250 mérföldre északnyugati irányban az Ír-szigettől.
Lemp, miután észlelte, hogy a hajó mégsem felfegyverzett kereskedelmi hajó, azonnal elhajózott a helyszínről, és nem tett az Athenia elsüllyesztéséről jelentést, csak miután az U-30 befutott Wilhelmshavenbe. A háború első napjaiban a német tengeralattjáróknak még tilos volt ellenséges hajókat figyelmeztetés nélkül elsüllyeszteni.